# هوراس جنكينز
هوراس جنكينز (بالإنجليزية: Horace Jenkins)‏ مواليد 14 أكتوبر 1974 في إليزابيث، هو لاعب كرة سلة أمريكي سابق بدأ مسيرته الاحترافية في سنة 2001.. يبلغ طوله 6 قدم 1 بوصة (1.9 م). اعتزل اللعب في 2009.

## المسيرة الاحترافية
لعب مع فيرتوس روما في الدوري الإيطالي في موسم 2002–2003، ثم لعب مع ديترويت بيستونز في موسم 2004–2005، ثم لعب مع فورتيتودو بولونيا في الدوري الإيطالي في موسم 2007–2008، ثم لعب مع يوفي كازيرتا باسكت في موسم 2008–2009.

## روابط خارجية
- هوراس جنكينز على موقع الدوري الأوروبي لكرة السلة (الإنجليزية)
- هوراس جنكينز على موقع إن بي أي (الإنجليزية)
- هوراس جنكينز على موقع سبورتس رفرنس (الإنجليزية)
- هوراس جنكينز على موقع كرة السلة الأوروبية.كوم (الإنجليزية)
- هوراس جنكينز على موقع ريلجم (الإنجليزية)
- هوراس جنكينز على موقع بروبوليرز (الإنجليزية)
- هوراس جنكينز على موقع سبورتس رفرنس (الإنجليزية)